# Kromofor
A kromofor a molekula azon része, mely felelős a színéért.
A szín úgy keletkezik, hogy a molekula abszorbeál egy bizonyos hullámhosszúságú látható fényt és kibocsát egy másik vagy azonos hullámhosszúságú látható fényt.
A kromofor a molekula egy tartománya, ahol két molekulapálya energiakülönbsége a látható spektrum tartományába esik. A látható fény, amely a kromoforra esik, abszorbeálódik, gerjesztve ezzel egy elektront az alapállapotából a gerjesztett állapotba.
A biológiában a fényenergia felfogására vagy érzékelésére szolgáló molekulákban a kromofor az a funkciós csoport, amely a molekula téralkatát megváltoztatja, ha azt fény éri.

## Kromofortípusok

Konjugált kromofor egy foton hatására kiegyenesedik

A kromofor legtöbbször a következő két csoport valamelyikébe sorolható: konjugált pi rendszer (rezonáló rendszer néven is ismert) vagy metál komplex forma.

### Konjugált pi rendszerű kromofor
A konjugált kromofornál, az elektronok energia szintek között ugrálnak, melyek ki vannak terjesztve pi pályákkal, amelyeket váltakozó egyedi és dupla kötések sorozata hoz létre, gyakorta aromatikus rendszerekben.
Ismert példák a retina (a szemben a fény érzékelés eszköze), különböző élelmiszerfestékek, pH indikátorok, béta-karotin, antociánok.
A kromofor szerkezeteknél több tényező határozza meg, hogy a spektrum mely tartományait fogja abszorbeálni.
Amikor egy konjugált rendszer az egyre kevésbé telített kötések felé terjed, akkor a molekula az egyre hosszabb hullámhosszúságú sugárzásokat fogja elnyelni. A Woodward-Fieser szabály használható a maximális abszorpciós hullámhossz kiszámítására.

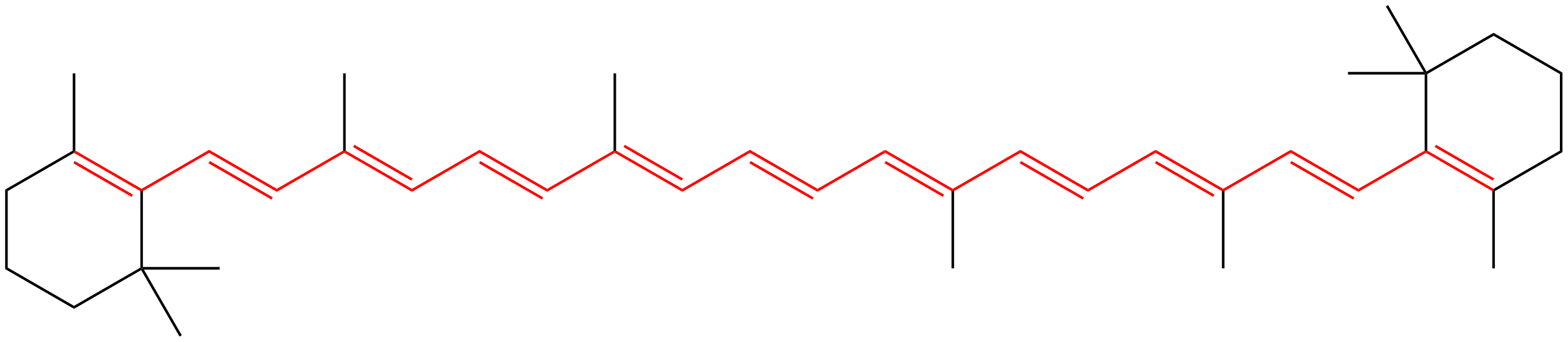
Béta-karotin kémiai szerkezete: a 11 konjugált kettőskötés formál egy kromofort/piros színnel jelezve/

### Metál komplex kromofor
A metál komplex kromofor úgy keletkezik, hogy az atomi pályák széthasadnak, mialatt az átmenetifémek ligandummá kötődnek. Erre példa a klorofill, a hemoglobin, a hemocianin és s a színes ásványok, mint a malachit és a ametiszt.
A kromoforok négy pirrol gyűrűből állnak. Két típusuk létezik:
- A pirrolok egy nyílt láncot alkotnak, és nincs fém: ilyenek a phytocrome, a phycobilin és a bilirubin.
- A pirrolok egy gyűrűt (porfirin) alkotnak, fémmel a központjukban: ilyenek a hem, és a klorofill.

## Auxokrom
Az auxokrom egy funkcionális csoport, mely a kromoforhoz kapcsolódik és módosítja a kromofor abszorpciós képességét, megváltoztatva az abszorpciós hullámhosszt.

## Halokromizmus a kromoforokban
Halokromizmusról beszélünk, amikor az anyag megváltoztatja a színét a pH érték változásával együtt. Ez a pH indikátorok tulajdonsága, melyek molekuláris szerkezete megváltozik a pH változásakor. Ez a változás kihatással van a kromoforra. Például, a fenolftalein egy pH indikátor, mely szerkezete változik, ahogy a pH változik a környezetében, a táblázat szerint:
| pH érték | Kondíció                  | Szín           |
| -------- | ------------------------- | -------------- |
| 0–8,2    | savas vagy közel semleges | nincs szín     |
| 8,2-12   | bázikus                   | pink - fukszia |

Fenolftalein szerkezet, alacsony pH

Fenolftalein szerkezet, közepes pH

A 0–8 pH tartományban, a molekula három aromatikus gyűrűje mind kötődik egy hibridizált szénatomhoz. Ez az aromatikus gyűrű csak az ultraibolya tartományba eső sugárzást képes abszorbeálni, így az anyag színtelennek látszik s 0 – 8 pH tartományban.
Amikor a pH érték 8,2 fölé emelkedik, a központi szén része lesz egy dupla kötésnek, és sp² hibridizálttá válik és elhagyja a p pályát átlapolva a gyűrű pi kötését. Ettől a három gyűrű egyesül és egy kiterjedt kromofort alkot, amely hosszabb hullámhosszúságú látható fényt képes abszorbeálni és ettől fukszia színűnek látszik.
0–12 pH tartományban, más molekula szerkezetek más színeket eredményeznek. Ilyen eset például a fenolftalein.